# Chèvre cou-clair du Berry
La chèvre cou-clair du Berry ou chèvre mantelée est une race caprine française.

## Origine
Cette race considérée comme éteinte connaît une réapparition dans les départements du Cher et de l'Indre. Les premières traces officielles de la cou-clair du Berry remontent au début des années 1900.
Jusqu'en 1920-1930, on la trouve en grand nombre dans le Berry et les régions limitrophes, bientôt supplantées par d'autres races.

## Description
L'avant du corps est de couleur rosée à safran, tandis que la partie postérieure est foncée voire noire. Deux raies de même couleur que l'arrière du corps se dessinent sur la face, la couleur de l'avant du corps étant, elle, rappelée par deux taches symétriques de part et d'autre du ventre. La chèvre cou-clair du Berry est souvent munie de cornes, et parfois de pampilles. Certains spécimens portent une raie de poils plus longs sur la ligne du dos, et sont jupés.

## Aptitudes
Très productive, elle était traditionnellement élevée pour son lait, transformé en fromage. 

## Aujourd'hui
Une association pour le Renouveau de la chèvre Cou-clair du Berry a notamment pour but la sauvegarde de la chèvre cou-clair du Berry. Elle est soutenue par l'U.R.G.C. (Union pour les Ressources Génétiques du Centre).
On trouve encore des chèvres de type cou-clair dans les troupeaux caprins de l'Indre et de quelques départements voisins.
L'association pour le renouveau de la chèvre Cou Clair du Berry a été fondée en mai 2001, et son siège social a été fixé à la maison du Parc naturel régional de la Brenne, à Rosnay. Elle est constituée d'éleveurs caprins et d'amateurs soucieux de préserver cette race.

## Apparitions cinématographiques
En 1947, la Chèvre cou-clair figure parmi les animaux de la ferme du film Jour de Fête, de Jacques Tati, tourné notamment à Sainte-Sévère-sur-Indre.

## Sources